# Svatováclavská výzva katolickým biskupům
Svatováclavská výzva katolickým biskupům vznikla v reakci na politický projev prezidenta České republiky Václava Klause během mše svaté při Národní svatováclavské pouti ve Staré Boleslavi dne 28. září 2011 a na následné mediální komentáře. Při jejím vzniku spolupracovali (napříč náboženským, občanským i politickým spektrem) lidé, kteří se definují jako ti, kterým leží na srdci role křesťanů i ostatních věřících v naší společnosti, vztah státu a církví i další směřování české společnosti. Podle připojených praktických pokynů nebyla výzva až do projednávání jejími adresáty určena k oficiální medializaci, protože jí měli být prvotně osloveni biskupové a pozváni tak k osobnímu dialogu.

## Stručná chronologie „svatováclavské kauzy“
28. září 2011 – Na Národní svatováclavské pouti ve Staré Boleslavi v závěru bohoslužby pronáší prezident Klaus projev, ve kterém varuje před tím, že "hodnoty a občanské ctnosti" jsou "ohrožovány falešnými proroky takzvaného pokroku a modernismu", že "faleš sociálního státu nezaslouženého blahobytu ničí vše tvůrčí"  a vyzývá k většímu uplatňování autority církve. Podle Klausových kritiků je to v protikladu k jeho dřívějším vyjádřením o církvi jako o korporaci srovnatelné se zahrádkářským či turistickým spolkem.
29. září 2011 – Na projev kriticky reaguje Mons. Tomáš Halík článkem „Klaus k oltáři nepatří“.
Projev je naopak přivítán okolím prezidenta a Akcí D.O.S.T. (Ladislav Bátora, Petr Bahník, Petr Hájek, Milan Knížák, revue Fragmenty.cz atd.), kdy je jednoznačně konstatováno, že „projev rozhodně není zdvořilostní zdravicí, nýbrž nosným politickým programem“, Mons. Halík je naopak ostře kritizován a snahy iniciátorů Akce D.O.S.T. jsou prezentovány jako snahy, které „mají nad sebou požehnání pana arcibiskupa Dominika Duky“.
1. října 2011 – Česká biskupská konference vydává „Prohlášení ČBK k výrokům prof. Halíka“, ve kterém se konstatuje, že pozdrav prezidenta jasně zapadá do kontextu svatováclavských oslav, protože svátek sv. Václava není jen svátkem církevním, ale i státním a vztah mezi církví a státem je dnes považován za „kooperativní“.
4. října 2011 – Arcibiskup Dominik Duka zasílá prezidentu Klausovi děkovný dopis za jeho vystoupení – vzhledem k doložce, že „Znění tohoto dopisu bylo schváleno Stálou radou České biskupské konference a také všemi diecézními biskupy České republiky“ se dopis de facto stává oficiálním stanoviskem církve.
8. října 2011 - Arcibiskup Dominik Duka publikuje komentář „Svatováclavské oslavy – státní, nebo církevní svátek?“ kde obhajuje začlenění projevu Václava Klause do rámce oslav.
Přibývá mediální kritiky na Mons. Halíka, ale i rozborů a komentářů k projevu prezidenta Klause.

## Stručná chronologie Svatováclavské výzvy
2. října 2011 – Pod dojmem těchto událostí na sociální síti Facebook vzniká diskusní skupina, počet členů během krátké doby přesahuje 100.
Vzájemnou diskusí členů skupiny postupně vzniká text adresovaný České biskupské konferenci, posléze nazvaný Svatováclavská výzva.
21. října 2011 – Originál výzvy spolu s podpisy prvních 22 signatářů předán sekretáři ČBK Mons. Tomáši Holubovi.
25. října 2011 – Svatováclavská výzva umístěna na server Petice.net, kde je možné ji nadále podepisovat.
28. října 2011 - Na sociální síti Facebook je založena skupina s názvem Svatováclavská výzva, kde je možné diskutovat o tématech, kterých se výzva dotýká.
22. listopadu 2011 – Svatováclavská výzva byla spolu s podpisovými archy (obsahujícími přes 200 elektronických podpisů, kolem 50 podpisů zaslaných přímo na ČBK a kolem 50 podpisů na podpisových listinách) a s druhým doprovodným dopisem (shrnujícím dosavadní průběh dialogu s biskupy, obecněji charakterizujícím záměry iniciátorů Svatováclavské výzvy a navrhujícím tři konkrétní praktické kroky) zařazena na program jednání rozšířené Stálé rady ČBK.
28. listopadu 2011 - Na sekretariátu ČBK se uskutečnilo setkání zástupců iniciátorů Svatováclavské výzvy a sekretáře ČBK Mons. Tomáše Holuba, při kterém byla iniciátorům Svatováclavské výzvy z pověření biskupů předán jeho osobní dopis, který byl pod názvem „Odpověď účastníkům tzv. Svatováclavské výzvy“ zároveň také zveřejněn na webu ČBK.
6. prosince 2011 - V Katolickém týdeníku č. 50 / 2011 byla uveřejněna zpráva „Biskupové reagovali na petici“ a komentář historika Jaroslava Šebka "Důležitá znamení dialogu".

## Prosby obsažené ve Svatováclavské výzvě
Signatáři Svatováclavské výzvy mj. prosí a žádají katolické biskupy, aby:
- nediskreditovali církev úzkým propojením s jakoukoli politickou silou,
- se jasně a veřejně distancovali od extremistických a nacionalistických proudů,
- vždy stáli na straně poctivosti a svými slovy i činy odvážně bránili jakékoli korupci či politickému obchodování.

## Návrhy obsažené v doprovodném dopisu
Po měsíčním interním dialogu iniciátoři výzvy ve svém Druhém doprovodném dopisu ke Svatováclavské výzvě shrnují, co jim leží především na srdci:
- potřeba rozvoje autentické „politické diakonie“[27] jak křesťanů, tak církví jako celku
- potřeba prohloubení vědomí současné mnohovrstevné krize a jejích možných tragických důsledků
- potřeba varování před zneužíváním důvěry křesťanů extrémními politickými i náboženskými proudy
- potřeba zdůraznění nezávislosti evangelia na jakékoli konkrétním politickém proudu či straně
- potřeba rozvoje autentického ekumenismu, vztahů s židovstvím a mezináboženského dialogu

Na závěr doprovodného dopisu iniciátoři nabízejí ke zvážení tři praktické kroky:
- vydání pastýřského listu vyjadřujícího se k projevům zneužívání křesťanství ze strany nacionalistických, xenofobních a obecně nenávistných politických proudů[28]
- zorganizování studijního dne s pozvanými odborníky za účelem získání hlubšího vhledu do současné politicko-společenské situace a hledání dalších praktických kroků a řešení
- vytvoření pracovní skupiny s cílem aktualizace listu Pokoj a dobro[29] do současných politicko-společenských podmínek[30]